# Штадекен-Елсхајм
Штадекен-Елсхајм (њем. Stadecken-Elsheim) општина је у њемачкој савезној држави Рајна-Палатинат. Једно је од 66 општинских средишта округа Мајнц-Бинген. Према процјени из 2010. у општини је живјело 4.526 становника. Посједује регионалну шифру (AGS) 7339057.

## Географски и демографски подаци
Штадекен-Елсхајм се налази у савезној држави Рајна-Палатинат у округу Мајнц-Бинген. Општина се налази на надморској висини од 147 метара. Површина општине износи 14,5 km². У самом мјесту је, према процјени из 2010. године, живјело 4.526 становника. Просјечна густина становништва износи 312 становника/km².

## Међународна сарадња
| Мјесто   | Држава    | Врста сарадње | Од    |
| -------- | --------- | ------------- | ----- |
| Боволоне | Италија   | партнерство   | 2000. |
|          | Француска | партнерство   | 1980. |
| Извор    |           |               |       |